# Kelpo Gröndahl
Kelpo Gröndahl   (Pori, 28 de març de 1920 - Pori, 2 d'agost de 1994) va ser un lluitador finlandès, especialista en lluita grecoromana, que va competir durant les dècades de 1940 i 1950.
El 1948 va prendre part en els Jocs Olímpics d'Estiu de Londres, on va guanyar la medalla de plata en la categoria del pes semi pesat del programa de lluita lliure. Quatre anys més tard, als Jocs de Hèlsinki, va guanyar la medalla d'or en la mateixa categoria.
En el seu palmarès també destaca una medalla de plata al Campionat del Món de lluita de 1953. A nivell nacional guanyà 15 títols finlandesos, 11 en estil grecoromà (1943, 1946-55) i quatre en estil lliure (1948-1950, 1952).
Es va retirar de les competicions després de no classificar-se per als Jocs Olímpics d'Estiu de 1956. Entre 1953 i 1980 va treballar com a cap del Port de Pori. Fou regidor de l' Ajuntament de Pori i entre 1962 i 1970 va ser membre del Parlament de Finlàndia en representació de la Lliga Democràtica Popular Finlandesa.